# Уильямс, Рикардо
Рикардо Уильямс младший (англ. Ricardo Williams Jr, р. 25 июня 1981, Цинциннати, Огайо, США) — американский боксёр, призёр Олимпийских игр 2000 года.
В 2005 году Уильямс был приговорён к трём годам тюремного заключения за участие в сговоре с целью распространения кокаина через службу ФедЭкс (англ. FedEx).